# کیم می-سیم
کیم می-سیم (انگلیسی: Kim Mi-sim؛ زادهٔ ۶ نوامبر ۱۹۷۰) بازیکن هندبال اهل کره جنوبی بود.
از افتخارات وی میتوان به کسب مدال نقره در بازی‌های المپیک تابستانی ۱۹۹۶ اشاره‌کرد.